# Dymokursko
Dymokursko je přírodní památka v okresech Mladá Boleslav a Nymburk ve Středočeském kraji. Chráněné území je tvořeno 6 oddělenými části, které jsou v plánu péče označovány Dymokursko 1 až 6. Bylo vyhlášeno v roce 2017 k ochraně vegetace stojatých vod, mozaiky různých druhů luk, lad a lesů s výskytem vzácných druhů rostlin a živočichů.
K význačným rostlinám v přírodní památce patří například kosatec sibiřský, hrachor hrachovitý, kostival český, violka nízká a pampeliška zavlažovaná. Z živočichů se v ní vyskytuje strakapoud prostřední, včelojed lesní, skokan zelený nebo roháč obecný.

## Historie
Chráněné území vyhlásil Krajský úřad Středočeského kraje v kategorii přírodní památka s účinností od 15. března 2017.

## Vymezení
Přírodní památka s rozlohou 77,38 hektarů (77,57 hektarů) leží v nadmořské výšce 200–250 metrů a doplňuje ji vyhlášené ochranné pásmo s rozlohou 1,16 hektaru. Částečně se překrývá se stejnojmennou evropsky významnou lokalitou a ptačí oblastí Rožďalovické rybníky.
Území přírodní památky je rozděleno do šesti oddělených částí ve dvou okresech:
| Plocha       | Rozloha (ha) | Okres          | Katastrální území         | Popis |
| ------------ | ------------ | -------------- | ------------------------- | --- |
| Dymokursko 1 | 6,6          | Nymburk        | Městec Králové            | Na jihozápadním a západním břehu Štítarského rybníka nedaleko Městce Králové, komplex střídavě vlhkých bezkolencových luk v různých stádiích ruderalizace, dále rákosiny eutrofních stojatých vod, fragmenty mezofilních luk a na severním a západním okraji navazují na luční porosty vysoké mezofilní a xerofilní křoviny. |
| Dymokursko 2 | 23,2         | Nymburk        | Břístev, Nouzov u Dymokur | Na jižně exponovaném opukovém svahu nad severním okrajem Komárovského rybníka nedaleko vsí Svídnice a Nouzov. Recentně je biotop hercynských dubohabřin omezen pouze na západní a střední část. Ve zbývající části biotop zanikl vlivem nevhodného lesního hospodaření (holoseč, mechanická příprava půdy, výsadba nevhodných druhů dřevin). Místy jsou vyvinuty vysoké mezofilní a xerofilní křoviny. |
| Dymokursko 3 | 2,2          | Nymburk        | Podolí u Rožďalovic       | Nad severovýchodním okrajem Bučického rybníka nedaleko Rožďalovic. Výrazně květnatá a druhově velmi bohatá louka, která je ve své severní části tvořena mezofilní ovsíkovou loukou a postupně přechází ve střídavě vlhkou bezkolencovou louku až do rákosin eutrofních stojatých vod. Ze severu je louka lemována porosty vysokými mezofilními a xerofilními křovinami. Všechna luční společenstva se vzájemně prolínají. |
| Dymokursko 4 | 33,5         | Nymburk        | Hasina                    | U vsi Hasina, zahrnuje poměrně rozsáhlý rybník a přiléhající biotopy. Rybník slouží především jako produkční, ale je poměrně hustě zarostlý makrofytní vegetací, především stulíkem žlutým. |
| Dymokursko 5 | 8,1          | Nymburk        | Tuchom                    | V nivě Bahenského potoka nedaleko vsi Prodašice. V západní části (od lesní cesty protínající lokalitu) se nachází poměrně rozsáhlý komplex různě ruderalizovaných střídavě vlhkých bezkolencových luk s příbřežní vegetací potoků vyvinutou v bezprostředním okolí Bahenského potoka, dále se zde v menších porostech vyskytuje vegetace vysokých ostřic a tužebníková lada. Ve fragmentech jsou zastoupeny i údolní jasanovo-olšové luhy. Východní část (od lesní cesty protínající lokalitu) je víceméně tvořená porostem údolního jasanovo-olšového luhu a v bezprostředním okolí Bahenského potoka se vyskytuje příbřežní vegetace potoků. |
| Dymokursko 6 | 3,9          | Mladá Boleslav | Prodašice                 | V nivě bezejmenného potoka nedaleko vsi Ujkovice. Komplex vlhkých tužebníkových lad a drobné, dlouhodobě nekosené fragmenty vlhkých bezkolencových luk v hercynských dubohabřinách a porostů vysokých ostřic. Ve východní části lokality se nachází rybníček (v roce 2015 obnovena protržená hráz), byl zarostlý rákosinami eutrofních stojatých vod. |

## Abiotické poměry
Geologické podloží tvoří převážně silicifikované vápnité jílovce původem ze svrchního coniacu. Ve sníženinách a podél vodních toků je překrývají nivní a smíšené sedimenty. Na tomto podloží se vyvinuly různé půdní typy. Pod lesními porosty se nacházejí oglejené karbonátové pelozemě s ostrůvkovitým výskytem glejů, které na některých místech přechází do pararendzin kambických. V blízkosti vodních ploch a toků se objevují černozemě pelické, gleje a glejové pelické černice.
V geomorfologickém členění Česka přírodní památka leží v celku Středolabská tabule, podcelku Mrlinská tabule a v okrscích Rožďalovická a Královéměstecká tabule. Krajina Mrlinské tabule má erozně denudační reliéf s mírnými svahy, odlehlíky a mělkými a širokými údolími. Území odvodňuje řeka Mrlina a její přítoky, např. Hasinský nebo Štítarský potok. Součástí přírodní památky je rybník Hasina.
V rámci Quittovy klasifikace podnebí se přírodní památka nachází v teplé oblasti T2, pro kterou jsou typické průměrné teploty −2 až −3 °C v lednu a 18–19 °C v červenci. Roční úhrn srážek dosahuje 550–700 milimetrů, počet letních dnů je 50–60, počet mrazových dnů se pohybuje mezi 100–110 a sněhová pokrývka zde leží průměrně 40–50 dnů v roce.

## Flóra a fauna
Předmětem ochrany v přírodní památce je mozaika biotopů a v nich žijící druhy rostlin a živočichů. Z ochranářsky významných biotopů tvoří přibližně 35 % rozlohy vlhké až suché louky, lada a porosty vysokých ostřic. Na jednom procentu rozlohy roste makrofytní vegetace přirozeně eutrofních a mezotrofních stojatých vod, asi 4 % pokrývají dubohabřiny a 3 % olšiny a jasanovo-olšové lužní lesy. Jednotlivé biotopy se v době vyhlášení nacházely ve špatném stavu, takže cílem ochrany je zlepšit druhovou skladbu rostlin na loukách a podmínky pro bezobratlé živočichy vázané na mrtvé dřevo.
K silně až kriticky ohroženým druhům rostlin v chráněném území patří kosatec sibiřský (Iris siberica), hrachor hrachovitý (Lathyrus pisiformis), kostival český (Symphytum bohemicum), pampeliška zavlažovaná (Taraxacum irrigatum) a violka nízká (Viola pumila). Z ohrožených druhů živočichů se vyskytuje v blíže nejasných počtech roháč obecný (Lucanus cervus), roztroušeně skokan zelený (Rana esculenta) a místy hnízdí strakapoud prostřední (Dendrocopos medius) a včelojed lesní (Pernis apivorus).